# Tschusik
Der Tschusik (russisch Чузик) ist der 382 Kilometer lange linke Quellfluss der Parabel im Westsibirischen Tiefland in Russland.

## Verlauf
Der Tschusik entfließt auf etwa 135 m den Sümpfen der Wassjuganje an ihrem Nordrand, unmittelbar an der Grenze der Oblast Tomsk zur Oblast Nowosibirsk. Danach durchfließt er zumeist stark mäandrierend die flache Taigalandschaft in nordöstlicher Richtung, bis er sich schließlich mit der etwas kleineren Kjonga wenig unterhalb des Dorfes Ust-Tschusik in 62 m Höhe zum linken Ob-Nebenfluss Parabel vereinigt.
Die wichtigsten der Vielzahl von kleineren Zuflüssen des Tschusik sind Korga, Pyndscha (Puse) und Kombars von rechts sowie Tschaga, Tscharfa, Konga, Armitsch und Tscharba von links.

## Hydrographie
Das Einzugsgebiet des Tschusik umfasst 9000 km². Im Unterlauf erreicht der Fluss eine Breite von über 50 m bei einer Tiefe von 1,5 m; die Fließgeschwindigkeit beträgt hier 0,4 m/s.
Der Fluss gefriert zwischen Ende Oktober/Anfang November und Ende April/Anfang Mai. Die Wasserführung des Tschusik beim Dorf Ossipowo 82 km oberhalb der Mündung beträgt im Jahresdurchschnitt 27,0 m³/s bei einem Minimum von 6,9 m³/s im März und einem Maximum von 120 m³/s im Mai.

## Infrastruktur
Der Tschusik ist auf 210 km (für kleinere Fahrzeuge) ab dem Dorf Pudino schiffbar.
Das durchflossene Gebiet ist insgesamt dünn besiedelt. Am Fluss liegen jedoch die als Erdölarbeitersiedlung in den 1980er-Jahren entstandene Kleinstadt Kedrowy mit der administrativ unterstellten Siedlung Pudino sowie die zum Rajon Parabel gehörenden Dörfer Ossipowo und Ust-Tschusik. Der Tschusik ist Hauptverkehrsader des Gebietes. Sonstige Verkehrsinfrastruktur fehlt praktisch völlig; eine Straße den Tschusik aufwärts Richtung Kedrowy ist in Bau.